# Everyday (canción de Phil Collins)
« Everyday » es una canción del músico inglés Phil Collins, lanzada como segundo sencillo de su quinto álbum Both Sides (1993). El sencillo logró un éxito principalmente en Norteamérica a principios de 1994. En 2004, se incluyó como séptima pista en el álbum recopilatorio de Collins Love Songs: A Compilation.

## Liberar
Debido a la decepcionante interpretación en Estados Unidos del primer sencillo del álbum,"Both Sides of the Story", que alcanzó el puesto 25 en el Billboard Hot 100,  el sello discográfico de Collins instó al lanzamiento del segundo sencillo. El sencillo alcanzó un lugar más alto que "Both Sides", en el puesto 24 en el Billboard Hot 100.  Sin embargo, en el Reino Unido natal de Collins, "Everyday" tuvo un desempeño peor que el sencillo anterior (que llegó al top 10), alcanzando el puesto 15.
En Canadá, "Everyday" llegó al octavo puesto en la lista RPM 100 Hit Tracks y se posicionó en el primer lugar de la lista Adult Contemporary Tracks el 18 de abril de 1994. Finalizó el año como el quincuagésimo noveno sencillo más exitoso en Canadá y la cuarta canción más popular en la categoría Adult Contemporary. Además, el sencillo alcanzó la posición número 17 en Islandia y entró en el top 40 en Flandes, Alemania, Irlanda y los Países Bajos.

## Video musical
El vídeo musical de la canción, dirigido por Jim Yukich, muestra a Collins mudándose de un apartamento de lujo que (presumiblemente) compartía con la persona a la que se dirige en la canción. Dentro del apartamento, todos los elementos están cubiertos y listos para la mudanza, y las paredes son de color blanco. El sello discográfico de Collins no promocionó mucho el sencillo, lo que provocó que el vídeo recibiera una difusión mínima en MTV y VH1, al igual que su sencillo anterior, "Both Sides of the Story".